# Boann

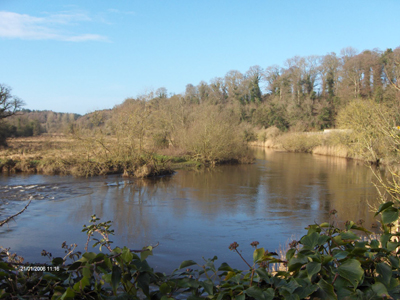
O rio Boyne.

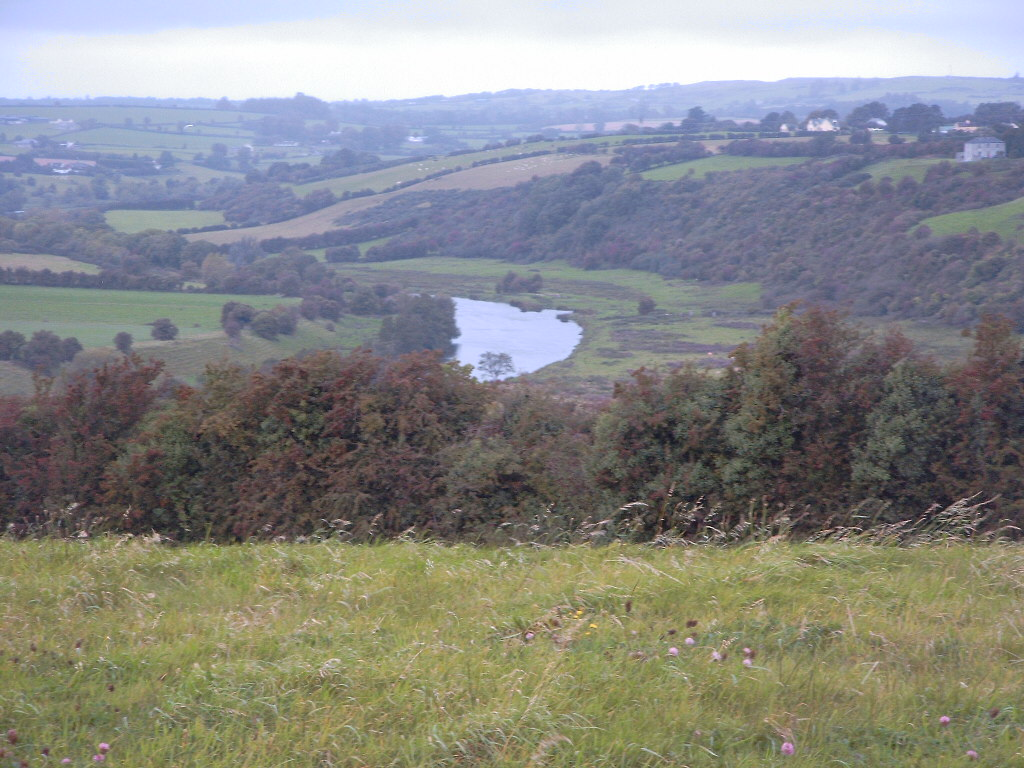
O rio Boyne como visto da tumba da passagem de Newgrange de Brú na Bóinne.

Boann (ou Boand) é a deusa da mitologia irlandesa do rio Boyne, um rio em Leinster, Irlanda. De acordo com o Lebor Gabála Érenn era a filha de Delbáeth, filho de Elada, de Tuatha Dé Danann. Seu marido é variadamente Nechtan, Elcmar ou Nuada. Seu amante é o Dagda, pelo qual ela tinha tido seu filho, Aengus. A fim de esconder seu caso, a Dagda fez o sol ficar de pé por nove meses; portanto, Aengus foi concebido, gestado e nascido em um dia.
Como dito no Dindshenchas métrico, Boann criou o rio Boyne.  Embora proibida por seu marido, Nechtan, Boann aproximou-se da mágica poço de Segais (também conhecido como Poço também conhecido como o Poço da Sabedoria), que estava circundado por árvores da avelã. Nozes das avelãs eram conhecidas por cair dentro do poço, onde eram comidas pelo salmão pintado  (que, com as nozes de avelã, também incorporam e representam sabedoria no mito irlandês). Boann desafiou o poder do poço ao caminhar entorno dele contra o sentido do relógio; isto causou às águas se engrossarem violentamente e correrem abaixo para o mar, criando o rio Boyne. Nesta catástrofe, foram varridas junto nas águas apressadas, e perderam um braço, perna e olho, e basicamente sua vida, na inundação. O poema a iguala a rios famosos em outros países, incluindo o Severn, Tiber, Jordão, Tigris e Eufrates.
Ela também aparece em Táin Bó Fraích como a tia materna e protetora do mortal Fróech.
Seu nome é interpretado como "vaca branca" (irlandês bó fhionn; irlandês antigo bó find) no dinsenchas. A Geografia do 2o. século de Ptolemeu mostra que na antiguidade o nome do rio era Bubindas, que pode derivar do *Bou-vindā proto-céltico, "vaca branca".
Comentaristas dos dias modernos e neopagãos às vezes identificam Boann com a deusa Brígida, ou acreditam que Boann seja a mãe de Brígida; entretanto não existem fontes célticas que a descrevem como tal.  É também especulado por alguns escritores modernos que, tanto as deusas mais bem-conhecidas, e mais tarde santas, as lendas de deusas "menores" numerosas com associações semelhantes possam ter por todo o tempo sido incorporado na simbologia, culto e contos de Brígida.